# Mexichromis macropus
Mexichromis macropus is een zeenaaktslak die behoort tot de familie van de Chromodorididae. Deze slak komt voor in het westen van de Grote Oceaan, voornamelijk langs de kusten van Indonesië en Australië, op een diepte van 5 tot 20 meter.
De kleur van de slak varieert van lichtgeel over roze tot paars. De mantelrand bestaat uit korte oranje of gele lijnen, die naar de rug toe wijzen. De kieuwen en de rinoforen zijn roze tot paars. Ze wordt, als ze volwassen is, zo'n 2 tot 3,5 cm lang. 